# هممم
«هممم» (انگلیسی: Mmmh) ترانه‌ای از خواننده اهل کره جنوبی، کای است. این ترانه در ۳۰ نوامبر ۲۰۲۰ به عنوان تک‌آهنگ آغازین نخستین آلبوم چندآهنگهٔ او به نام کای منتشر شد. این ترانه به نویسندگی و آهنگسازی کیلا جاکوبسن، کمرون جای، جونی و جین است. از نظر موسیقایی، «هممم» یک ترانهٔ آراندبی با ملودی ساده در عین حال اعتیادآور توصیف شده است.

## پیش‌زمینه و انتشار
در ۳۰ نوامبر ۲۰۲۰، کای با آلبوم چندآهنگهٔ کای فعالیت خود را به عنوان خواننده انفرادی آغاز کرد و این ئی‌پی به جایگاه شماره سه جدول آلبوم‌های گائون رسید. «هممم» در ۳۰ نوامبر برای دانلود دیجیتال و استریم، به عنوان تک‌آهنگ آغازین آلبوم چندآهنگه کای منتشر شد.

## جدول‌های موسیقی
| جدول (۲۰۲۰)                                   | بالاترین جایگاه |
| --------------------------------------------- | --------------- |
| کره جنوبی (گائون)                             | ۲۶              |
| کره جنوبی (۱۰۰ آهنگ داغ کی-پاپ)               | ۹۲              |
| تراته‌های جهانی دیجیتال ایالات متحده (بیلبورد) | ۱۵              |

| جدول (۲۰۲۰)       | بالاترین جایگاه |
| ----------------- | --------------- |
| کره جنوبی (گائون) | ۱۷۲             |

## تاریخچه انتشار
| منطقه | تاریخ          | فرمت                  | ناشر       |
| ----- | -------------- | --------------------- | ---------- |
| مختلف | ۳۰ نوامبر ۲۰۲۰ | دانلود دیجیتال استریم | اس‌ام دریمس |